# Ходж, Джон Рид
Джон Рид Ходж (англ. John Reed Hodge; 12 июня 1893, Голконда — 12 ноября 1963) — американский военный деятель.

## Биография
Джон Рид Ходж родился 12 июня 1893 года в Голконде (Иллинойс, США).
На военной службе состоял с 1917 года. Участвовал в Первой мировой войне, воевал во Франции и Люксембурге.
Во время Второй мировой войны Ходж служил на Тихом океане. В 1944 году он получил звание генерала.
В сентябре 1945 года Ходж принял капитуляцию у последнего японского генерал-губернатора Кореи Абэ Нобуюки и стал командующим Американского военного правительства в Корее. На этом посту он оставался до провозглашения Республики Корея 15 августа 1948 года. Во время Корейской войны он командовал Третьей армией США.
В июне 1953 года Ходж ушёл в отставку с военной службы.
Джон Рид Ходж умер 12 ноября 1963 года в Вашингтоне. Похоронен на Арлингтонском национальном кладбище.